# Stora Igeltjärnen (Gagnefs socken, Dalarna)
Stora Igeltjärnen är en sjö i Gagnefs kommun i Dalarna och ingår i Dalälvens huvudavrinningsområde.